# حسين شيعان
حسين شيعان ، (1989) لاعب كرة قدم سعودي ويلعب في مركز حارس مرمى.

## سيرته
شارك مع الإتفاق في فترة الإعارة في بطولة دوري أبطال آسيا 2009 وساهم في تصدره للمجموعة والصعود لدور الستة عشر حيث خسروا من نادي باختاكور الأوزبكي 2-1 وعاد بعدها إلى الشباب واعير مرة أخرى إلى الهلال في موسم 2013-2014 في الانتقالات الشتوية وشارك أساسي مع الفريق واصيب بعدها وعاد إلى نادي الشباب وفسخ تعاقده مع نادي الشباب ووقع في صيف 2014 مع النصر عقد لمدة 4 سنوات ووقع مع نادي التعاون في عام 2018 وعاد إلى الشباب مره أخرى في صيف 2021 و وقع مع نادي الأخدود في عام 2023.

## مرضه
أصيب في شهر أكتوبر من عام 2023 بمرض سرطان الدم المعروف (باللوكيميا) ، أثناء لعبه معنادي الأخدود ، وقبل أن يعلن في يوليو من عام 2024 شفاءه التام بعد رحلة علاج طويلة ، ورغم تشافيه بفترة ، تفاجأ بعودة المرض له مرة أخرى في عام 2025 ، ليعلن عن ذلك عبر حسابه على منصة إكس قائلا : "لا تحرموني من دعائكم".

## روابط خارجية
- حسين شيعان على موقع ناشيونال فوتبول تيمز (الإنجليزية)
- حسين شيعان على موقع عالم كرة القدم.نت (الإنجليزية)
- حسين شيعان على موقع كووورة